# 商業フランチャイズ経営管理条例
商業フランチャイズ経営管理条例（しょうぎょうフランチャイズけいえいかんりじょうれい、商业特许经营管理条例）は、フランチャイズ経営に関する規制、管理、保護を目的とした中華人民共和国の行政法規である。国務院令第485号として2007年2月6日に公布され、2007年5月1日に施行された。フランチャイズ市場の秩序維持のため、フランチャイザー（本部）に対する強い規範遵守義務や、フランチャイザーの登録公開制度を定めている点が特徴。原語通り「商業特許経営管理条例」ともいう。

## 概要

### 構成・目的・対象
商業フランチャイズ経営管理条例は、総則、フランチャイズ経営活動、情報開示、法的責任、附則の全5章、計34条で構成されている。本条例の目的とするところは、フランチャイズ経営の活動を規範的なものにして、フランチャイズ市場の健全な発展を促すことであり（第1条）、中華人民共和国内でフランチャイズ経営を行う場合は、遵守しなければならない（第2条）。

### フランチャイザーの条件と義務
フランチャイザーは、登録商標、ロゴタイプ、特許、ノウハウなどの知的財産権を経営資源として有する企業のみに許されていて（第3条）、かつ成熟した経営モデルや、フランチャイジーに対して経営指導、技術支援、業務訓練などを継続的に行える能力を有していなければならず、その数値的条件として2軒以上の店舗を1年超、直接経営した実績が必要とされる（第7条）。
また、フランチャイザーには透明性のある情報開示が求められていて、事業の宣伝・普及活動時における欺瞞ないし誤解を招く行為（第17条）や、フランチャイジーに対する関連情報の隠蔽や虚偽情報の提供（第23条）が禁止されているほか、フランチャイジーとの契約締結に至る場合、事前にフランチャイジーに対してフランチャイザーの基本情報、フランチャイズ事業に関わる諸情報、フランチャイザーや法定代表者の違法な営業行為の記録を提供しなければならない（第21条、第22条）。これら情報開示の実施細則として、「商業フランチャイズ経営情報公開管理弁法」（商業特許経営信息披露管理弁法）が設けられている。

### 登録公開制度
初めてフランチャイジーと契約を締結したフランチャイザーは、所定の商務主管機関へ指定された文書や資料を提出して届出の手続を行わなければならず（第8条）、商務主管機関にはそのフランチャイザーの名簿をインターネット上に公開することが義務付けられている（第10条）。これらの実施細則として、「商業フランチャイズ経営届出管理弁法」（商業特許経営備案管理弁法）が設けられている。

### 告発
如何なる個人・団体も本条例の違反行為を商務主管機関に通報することができ、通報を受けた商務主管機関は迅速に処理しなければならない（第6条）。

### 法的責任
企業ではない団体や個人がフランチャイザーとして活動した場合、フランチャイズ業務の停止を命じられるとともに、その事業による所得は没収され、10万元以上50万元以下の罰金が科せられる。また、2軒以上の店舗を1年超、直接経営した経験がないまま、フランチャイザーとしてフランチャイズ経営に携わった場合、その事業による所得が没収されるとともに、10万元以上50万元以下の罰金が科せられ、公告される（第24条）。
フランチャイザーが事業の宣伝・普及活動時において欺瞞ないし誤解を招く行為を行った場合、3万元以上10万元以下の罰金が科せられる。ただし、情状が深刻な場合は、10万元以上30万元以下の罰金が科せられ、公告される。また、犯罪を構成する行為の場合は別途、刑事責任を追及される（第27条）。
フランチャイザーがフランチャイジーに対して、契約締結時における所定の情報開示を怠った場合、または関連情報の隠蔽や虚偽情報の提供を行った場合、1万元以上5万元以下の罰金が科せられる。ただし、情状が深刻な場合は、5万元以上10万元以下の罰金が科せられ、公告される（第28条）。
フランチャイザーが商務主管機関への届出手続を怠った場合は、1万元以上5万元以下の罰金が科せられ、再度定められた期限を超過しても手続を行わなかった場合は、5万元以上10万元以下の罰金が科せられ、公告される（第25条）。
フランチャイズ経営の名目で他人の金品を詐取した場合、犯罪を構成しているのであれば刑事責任を追及される。犯罪を構成していない場合でも、「中華人民共和国治安管理処罰法」により処罰される（第29条）。

## 制定の経緯
中華人民共和国では、内資企業に限りフランチャイズ事業を認める規則「商業フランチャイズ経営管理弁法（試行）」（商業特許経営管理弁法（試行））が1997年に国内貿易部（のちの商務部）より公布されていたが、2001年の世界貿易機関 (WTO) 加盟に伴い、2004年にフランチャイズ事業への外資参入を認める「外商投資商業領域管理弁法」（商務部令2004年第8号）が制定されたため、同年、これに対応した「商業フランチャイズ経営管理弁法」（商業特許経営管理弁法、商務部令2004年第25号）が公布され、同時に「商業フランチャイズ経営管理弁法（試行）」は廃止された。
その後、市場の急拡大に伴い詐欺などのトラブルが相次ぎ、規範の強化が求められたため、2007年、新たに法的拘束力の強い行政法規「商業フランチャイズ経営管理条例」が公布され、あわせて関連規則の「商業フランチャイズ経営届出管理弁法」（商業特許経営備案管理弁法、商務部令2007年第15号）と「商業フランチャイズ経営情報公開管理弁法」（商業特許経営信息披露管理弁法、商務部令2007年第16号）が制定された。「商業フランチャイズ経営管理弁法」は、2008年に廃止された（商務部令2008年第2号）。